# Thomas Guarin

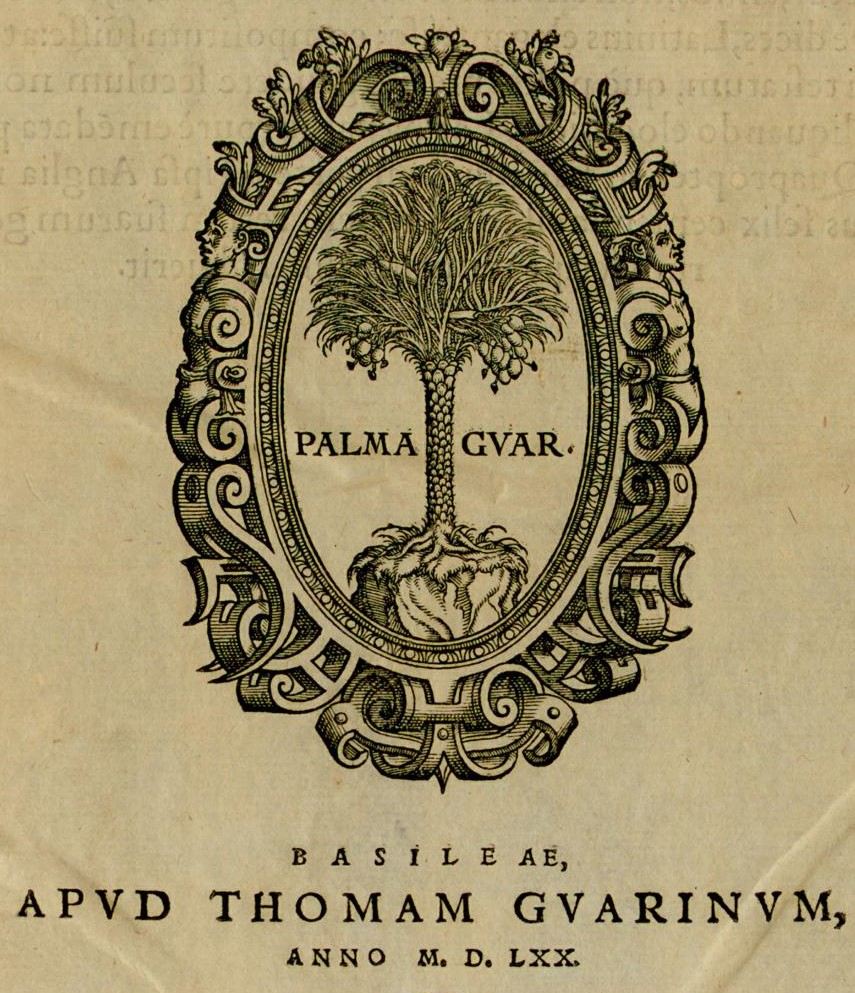
Druckerzeichen von Thomas Guarin

Thomas Guarin (* 1529 in Tournai; † 6. Mai 1592) war ein Buchhändler und Buchdrucker.

## Leben
Thomas Guarin (franz. Guérin) wurde 1529 in Tournai geboren. Er floh aus Glaubensgründen spätestens 1551 nach Lyon, wo er als Buchhändler arbeitete, dann nach Basel, wo er am 3. November 1557 das Bürgerrecht erwarb. Im selben Jahr trat er als Drucker der Safranzunft bei. Ebenfalls 1557 heiratete er Elisabeth Isengrin, die Tochter des Buchdruckers und Buchhändlers Michael Isengrin (= Michael Isingrin).
1561 übernahm Guarin von Isengrins Witwe dessen Offizin im Haus zum schwarzen Bären an der Petersgasse. Als Druckermarke führte er Johann Bebels Palma, die auch Isengrin verwendet hatte (nun Palma Guarinia genannt).
Thomas Guarin starb am 6. Mai 1592.

## Werk
Guarins Programmschwerpunkte lagen bei medizinischen und juristischen Werken, antiken griechischen Autoren, sowie Chroniken. Sein vielleicht berühmtestes Werk ist die «Bärenbibel», die ganze Bibel in spanischer Sprache, 1569 von Matthias Apiarius in Bern für Guarin gedruckt, welche ohne Impressum erschien, aber auf dem Titel das Druckerzeichen von Apiarius trägt und nach dessen Motiv ihre Bezeichnung erhalten hat.